# 湯液經法
《湯液經法》，先秦時代中醫著作，相傳作者為伊尹。
湯液經法理論與現行中醫理論相距較大，而且不以五行學說為指導。
《漢書》〈藝文志〉中記載此書，並歸於經方派。內容主要是以方劑為主，根據學者考據，《傷寒論》中許多方劑都源出此書。《脈經》、《輔行訣》及《千金翼方》中也引用了本書許多條文，可惜此書在唐代之後失傳，使得歷代醫家皆忽略了本書的重要性。
民國三十七年（1948年），楊紹伊先生以王叔和《脈經》和孫思邈《千金翼方》為本，校勘考訂重建出《湯液經》一書。
2019年，香港歷史學家陳振銘在“由《輔行訣臟腑用藥法要》到香港當代新經學”指出了陰陽五行的儒家政治哲學來源，還原了《輔行訣臟腑用藥法要》中關於《湯液經法》的內容。他认为《湯》采用南岛民族祖宗的“连山”“归藏”十六卦学说，而且当中阴阳是与今文学派颠倒的。
1. ↑  陳振銘，《由《輔行訣臟腑用藥法要》到香港當代新經學》，亞馬遜， （页面存档备份，存于）